# Ficus pygmaea
Ficus pygmaea là một loài thực vật có hoa trong họ Moraceae. Loài này được Welw. ex Hiern mô tả khoa học đầu tiên năm 1900.